# Judd Trump
Judd Trump, angleški igralec snookerja, * 21. avgust 1989, Whitchurch, Bristol, Anglija.
Trump je postal profesionalec leta 2005, ko je imel za sabo že zelo uspešno mladinsko kariero. Najboljši dosežek na jakostnih turnirjih doslej mu je uspel leta 2008 na turnirju Grand Prix, tedaj je nastopil v polfinalu. Znan je po napadalni igri. 

## Amater
Trump ima za sabo odlično mladinsko kariero, saj je osvojil angleško prvenstvo do 13 in do 15 let, prav tako se je pri zgolj 14 letih uvrstil v polfinale Svetovnega prvenstva do 21 let. Pri isti starosti je postal tudi najmlajši igralec v zgodovini športa, ki mu je med tekmovalnim dvobojem uspel niz 147 točk, s čimer je po starosti potolkel rekord Ronnieja O'Sullivana iz leta 1991. 

## Poklicna kariera
Poklicnim igralcem se je pridružil leta 2005 in se že v sezoni 2005/06 predstavil svetovni karavani. V zgodovino se je zapisal kot najmlajši igralec doslej, ki se je uvrstil v prvi krog glavnega dela katerega od jakostnih turnirjev. To mu je uspelo na turnirju Welsh Open, tedaj je štel 16 let. Med najboljših 48 igralcev se je uvrstil še na enem jakostnem turnirju, turnirju China Open, le da se zaradi razlik v formatih obeh turnirjev tedaj ni uvrstil v prvi krog glavnega dela turnirja, temveč v zadnji krog kvalifikacij. Tam je moral priznati premoč Michaelu Holtu, izid je bil 4-5.
Leta 2007 se je vnovič zapisal v zgodovino športa, saj se je prebil na glavni del turnirja Svetovnega prvenstva. To mu je uspelo z zmago v dvoboju zadnjega kroga kvalifikacij, v katerem je z bil 10-5 boljši od tajskega igralca Jamesa Wattanaja. S tem je postal najmlajši igralec, ki je kadar koli nastopil na glavnem delu turnirja Svetovnega prvenstva, prav tako pa je postal tudi eden od štirih 17-letnikov doslej, ki so se uspeli uvrstiti na Svetovno prvenstvo. Pred njim je to uspelo Stephenu Hendryju in Ronnieju O'Sullivanu, leto kasneje pa še kitajskemu upu Liuju Chuangu. Na prvenstvu 2007 se je Trump tako v prvem krogu pomeril s šestopostavljenim Shaunom Murphyjem, ki je napredoval v drugi krog z izidom 10-5, čeprav je sredi dvoboja Trump že vodil s 6-5.
Če je v sezoni 2006/07 pisal zgodovino športa, mu to ni uspelo v sezoni 2007/08, saj ni nadgradil svoje forme v prejšnji sezoni in se je v celotni sezoni uvrstil med najboljših 32 igralcev le na enem od jakostnih turnirjev, to mu je uspelo na turnirju Welsh Open, na katerem ga je z rezultatom 5-2 izločil Joe Swail. Blizu je bil sicer vnovičnji uvrstitvi na glavni del turnirja Svetovnega prvenstva, a je v zadnjem krogu kvalifikacij z 9-10 znova podlegel proti Joeju Swailu, čeprav je vodil že z 9-7.
Kazalci pa so se v sezoni 2008/09 za Trumpa obrnili navzgor, saj se je uvrstil na glavni del prvih štirih jakostnih turnirjev v sezoni. Na Grand Prixu, tretjem jakostnem turnirju sezone, mu je tudi uspel najboljši dosežek na jakostnih turnirjih doslej: uvrstitev v polfinale. Najprej se je po odpovedi Graema Dotta prebil v drugi krog, nato pa ga je zmaga nad Joejem Perryjem (5-2) ponesla še en krog višje - v četrtfinale.  Največja zmaga pa ga je še čakala, saj je v četrtfinalu z izidom 5-4 domov poslal trikratnega svetovnega prvaka Ronnieja O'Sullivana. Njegovo pot na tem turnirju je nato zapečatil kasnejši zmagovalec John Higgins, ki je v polfinalu slavil s 6-4.
V kvalifikacijah za Prvenstvo Bahrajna 2008 je odpravil dvakratnega svetovnega prvaka Marka Williamsa, nato pa je na glavnem delu turnirja hitro izpadel proti Marku Allenu (1-5). Januarja isto sezono je nastopil tudi na nejakostnem povabilnem turnirju Masters, katerega se je udeležil kot edini kvalifikant (predhodno je osvojil kvalifikacijski turnir Masters Qualifiers). Že v wildcard krogu Mastersa je bil zanj znova usoden Mark Allen, izid je bil 4-6.
Še drugo leto zapored si ni uspel zagotoviti mesta na glavnem delu turnirja Svetovnega prvenstva, saj je kljub vodstvu s 6-3 v zadnjem krogu kvalifikacij izgubil proti Stephenu Leeju z 8-10. Lee je sicer njun dvoboj označil za lokalni derbi, saj Lee prihaja iz Trowbridga, Trump pa iz bližnjega Bristola. Lee je prav tako komentiral, da Trump med dvobojem ni ohranjal tradicije opravičevanja nasprotniku za srečne zadetke, in svoje misli zaključil z besedami: »Vse, kar sem v zadnjih petih letih slišal, je bilo, kako dober je. Danes je zapravil vodstvo 6-3 in upam, da bo tako ostalo tudi v prihodnje.«  Sezono 2008/09 je končal na 30. mestu svetovne jakostne lestvice, s čimer se je prvič v karieri prebil med najboljših 32 igralcev sveta.
Trump se je prav tako kvalificiral na Premier League Snooker 2009, tako da je nastopil na prizoriščih v Exeterju in Weston-Super-Mareju, oboje je blizu njemu domačemu Bristolu.

## Osvojeni turnirji

### Nejakostni turnirji
- Masters Qualifying Event - 2008
- Championship League - 2009